# Aquaphila albicans
Aquaphila albicans är en svampart som beskrevs av Goh, K.D. Hyde & W.H. Ho 1998. Aquaphila albicans ingår i släktet Aquaphila och familjen Tubeufiaceae.   Inga underarter finns listade i Catalogue of Life.